# 1974年2月イギリス総選挙

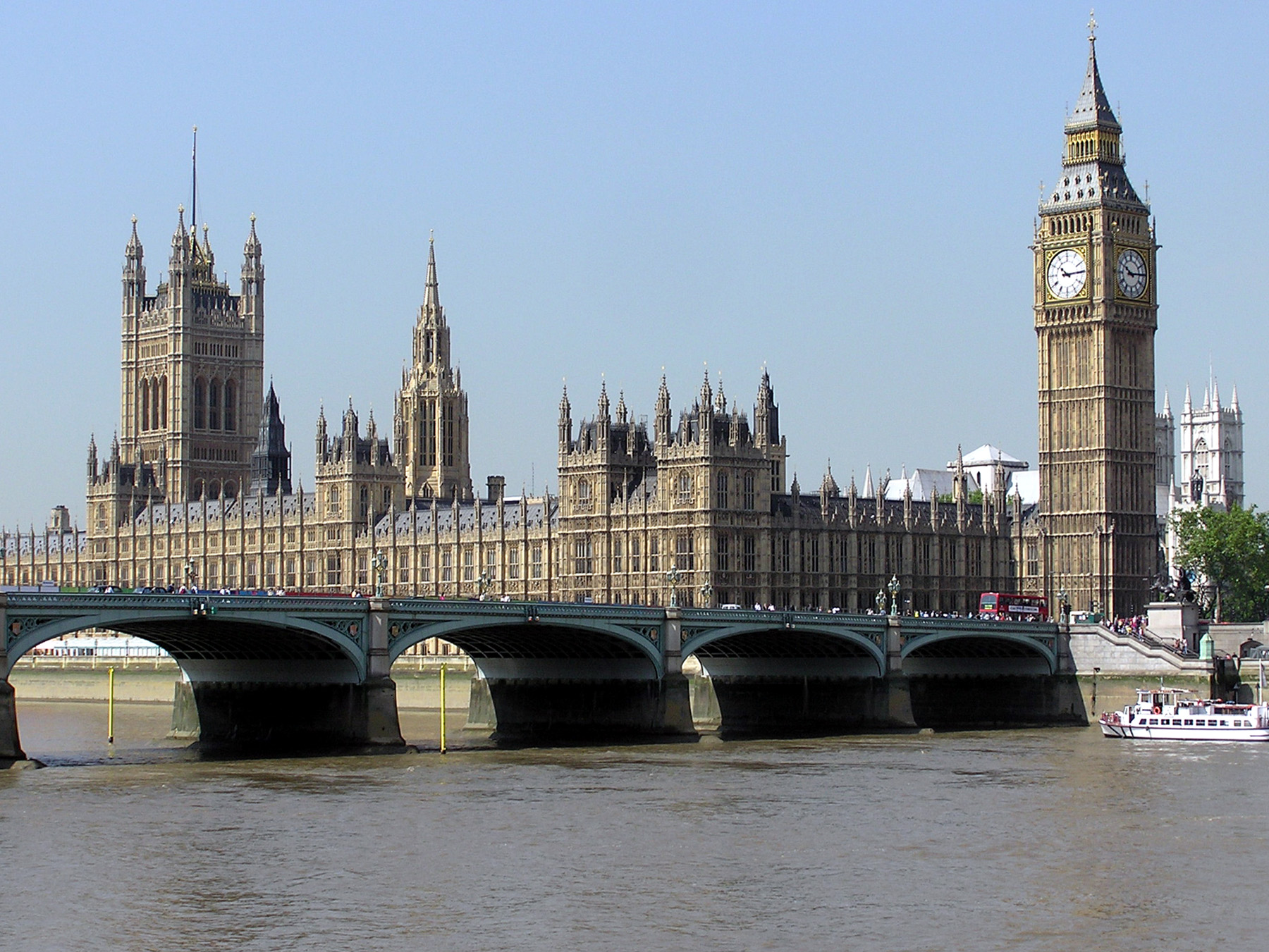
英国議会議事堂（ビッグ・ベン）

1974年2月イギリス総選挙（1974ねん2がつイギリスそうせんきょ、United Kingdom General Election of 28th February 1974）は、英国議会（正式名称：グレートブリテン及び北アイルランド連合王国議会）の議員を選出するため、1974年2月10日に行われた英国における総選挙である。

## 概要

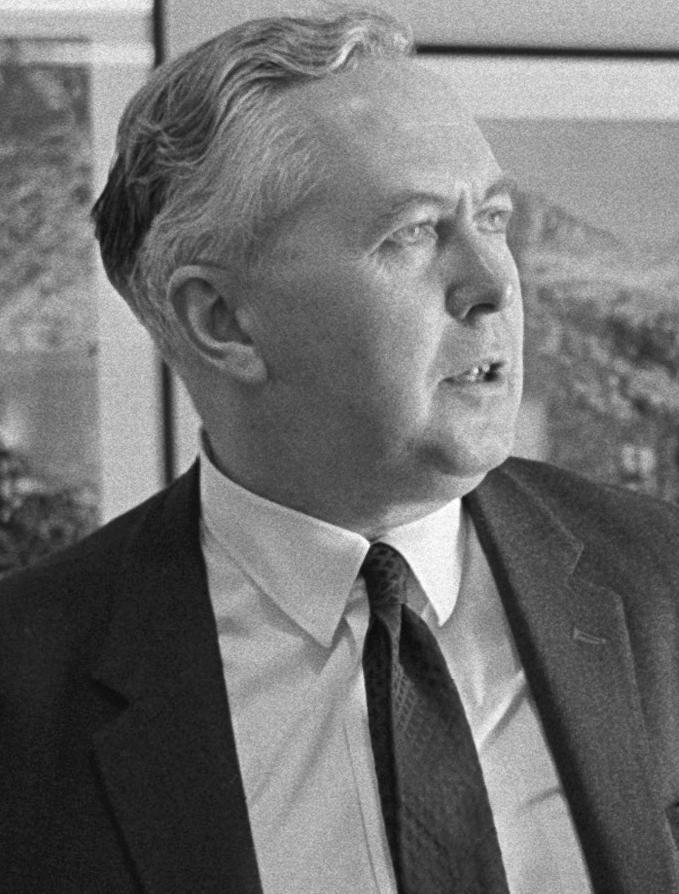
首相に就任した労働党党首のハロルド・ウィルソン

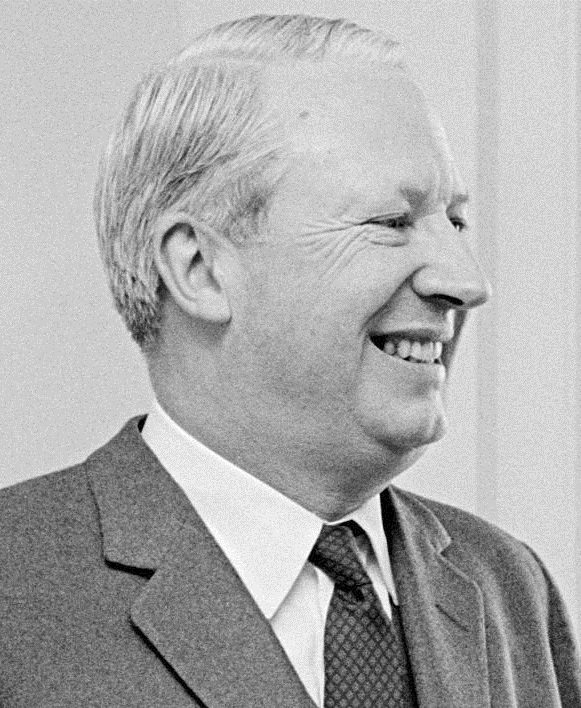
ヒース首相

この選挙は、前年から行われていた炭労が主導するストライキに、運輸や電力の労働組合が追随し、電力不足が深刻化する状況下で行われた。「この国を統治するのは誰か。労働組合か、それとも選挙によって選ばれた政府か」のスローガンに象徴されたヒース首相の対労働組合強硬路線に対する信任投票の色合いが、強いものとなった。
選挙の結果、保守党と労働党は共に過半数に届かなかった（ハング・パーラメント）。保守党は第3党の自由党の協力を得て政権を維持しようとしたが失敗し、比較多数で第1党となった労働党の党首であったウィルソンが首相に就任した。

## 選挙データ
- 選挙時の首相：エドワード・ヒース（保守党）・・・前回（1970年）の選挙で首相に就任した。
- 議会構成：上院（貴族院）と下院（庶民院）の両院で構成されるが、上院の議員は、全員が世襲貴族や一代貴族から選出されるので、総選挙で選出されるのは下院議員のみである。
- 下院議員の任期：任期は5年である。しかし、任期が満了する前に下院が解散されて選挙となることが多い。
- 定数：635議席
- 選挙制度：選挙区で最多得票を得た候補のみが当選する完全小選挙区制

## 選挙結果
- 投票日：1974年2月10日
- 投票率：78.8％

| 党派    | 党派         | 党派                   | 得票       | %    | 候補 | 議席 |
| ------- | ------------ | ---------------------- | ---------- | ---- | ---- | ---- |
|         | Labour       | 労働党                 | 11,645,616 | 37.2 | 623  | 301  |
|         | Conservative | 保守党                 | 11,872,180 | 37.9 | 623  | 297  |
|         | Liberal      | 自由党                 | 6,059,519  | 19.3 | 517  | 14   |
| SNP     | SNP          | スコットランド国民党   | 633,180    | 2.0  | 70   | 7    |
| UU      | UU           | アルスター統一党       | 232,103    | 0.7  | 7    | 7    |
| PC      | PC           | ブライド・カムリ       | 171,374    | 0.5  | 36   | 2    |
| SDLP    | SDLP         | 社会民主労働党         | 160,437    | 0.5  | 12   | 1    |
| VUPP    | VUPP         | ヴァンガード連合進歩党 | 75,944     | 0.2  | 2    | 2    |
| UDUP    | UDUP         | アルスター民主統一党   | 58,656     | 0.2  | 2    | 1    |
| Ind Lab | Ind Lab      | 独立労働党             | 26,892     | 0.1  | 6    | 1    |
| Dem Lab | Dem Lab      | リンカーン民主労働協会 | 14,780     | 0.1  | 1    | 1    |
| 合計    | 合計         | 合計                   | 合計       | 合計 | 合計 | 635  |

有効得票数：39,753,863票
出典：General Election Results 1885-1979。
得票率では0.2%の僅差で保守党が第1党となったが、議席数では労働党が比較第1党となったため、党首のウィルソンが自由党の協力を得る形で首相に就任した。炭労を中心としたストに対する国民の不満は労働党ではなく、労働組合との対決姿勢を崩そうとしない保守党に向けられた形となった。政権に返り咲いた労働党内部では、古典的な社会主義理念を重んじる左派が勢力を伸ばし、地方組織や労働組合上層部は左派勢力が牛耳る状態に近くなった。